# Bank Spółdzielczy w Tychach
Bank Spółdzielczy w Tychach – polski bank z główną siedzibą w Tychach. Jeden z najstarszych banków działających w regionie.

## Historia
Bank Spółdzielczy w Tychach został zarejestrowany w dniu 26 czerwca 1900 roku w Sądzie w Mikołowie pod nazwą Tyska Kasa Pożyczkowa spółdzielnia z nieograniczoną odpowiedzialnością z siedzibą w Tychach, która działała na mocy statutu z dnia 15 marca 1896 roku.
Dnia 26 lutego 1910 roku nastąpiła zmiana nazwy na: Tyska Kasa Oszczędności i Pożyczek z nieograniczoną odpowiedzialnością z siedzibą w Tychach.
W dniu 22 maja 1927 roku na Walnym Zgromadzeniu zatwierdzono nowy statut opracowany na podstawie Ustawy o Spółdzielniach z 29 października 1920 roku i przyjęto nową nazwę: Kasa Oszczędności i Pożyczek z nieograniczoną odpowiedzialnością z siedzibą w Tychach.
W dniu 10 sierpnia 1950 roku doszło do kolejnej zmiany nazwy. Nowa nazwa spółdzielni to: Gminna Kasa Spółdzielcza w Tychach z odpowiedzialnością udziałami.
19 maja 1957 roku w wyniku postanowień Uchwały Sejmowej spółdzielnie bankowe zostały przekształcone w Spółdzielnie Oszczędnościowo-Pożyczkowe (SOP), a w roku 1963 została przyjęta nazwa Bank Spółdzielczy.
Na Nadzwyczajnym Walnym Zgromadzeniu Przedstawicieli, które miało miejsce 14 września 1975 roku doszło do połączenia banków w Tychach, Starym Bieruniu i Imielinie w jeden Bank Spółdzielczy z siedzibą w Tychach.
W roku 1997 Bank Spółdzielczy w Tychach otworzył nową siedzibę w Tychach przy ul. Damrota 41. Obecnie Bank posiada osiem placówek, które zlokalizowane są w Tychach, od roku 1998 w Bieruniu, od roku 2000 w Bojszowach, Goczałkowicach-Zdroju, Lędzinach oraz Wyrach.

## Nagrody i wyróżnienia
- Wyróżniający się bank spółdzielczy – 2000 rok –  dyplom w III edycji ogólnopolskiego konkursu organizowanego przez Miesięcznik Finansowy Bank.
- Bank Spółdzielczy w służbie społeczności lokalnej – 2000 rok –  szczególne wyróżnienie w konkursie organizowanym przez Krajowy Związek Banków Spółdzielczych (KZBS).
- Wyróżniający się bank spółdzielczy – 2003 rok –  dyplom w VI edycji ogólnopolskiego konkursu organizowanego przez Miesięcznik Finansowy Bank i Nowoczesny Bank Spółdzielczy.
- Najlepszy produkt finansowy wspierający małe i średnie przedsiębiorstwa – 2007 rok –  nagroda specjalna w konkursie organizowanym przez Okręgową Izbę Przemysłowo-Handlową w Tychach.
- Medal Regionalnej Izby Przemysłowo-Handlowej w Gliwicach – 2010 rok –  za szczególne osiągnięcia w rozwoju gospodarczym regionu, wprowadzanie nowych rozwiązań i produktów bankowych.